# Grønligrotta
Die Grønligrotta (deutsch Grönlihöhle) ist eine 4000 Meter lange Kalksteinhöhle im Røvasdal, 8 km nördlich der norwegischen Stadt Mo i Rana. Die tiefste Stelle der Höhle liegt 107 Meter tiefer als der Eingang. Die Grønligrotta ist die bekannteste und am leichtesten zugängliche Kalksteinhöhle in Rana.
Entdeckt wurde die Grotte um 1750 von den ersten Siedlern in Gronlia. 1914 wurde der erste Höhlenplan der Grotte gezeichnet.
Führungen in der Höhle gibt es seit den frühen 1900er Jahren, um das Jahr 1960 wurde die Höhle mit elektrischer Beleuchtung, Wegen und Stufen ausgebaut.